# هالینا هاچینز
هالینا هاچینز (اوکراینی: Галина Гатчинс، آوانگاری: Halyna Hatchyns، پیش از ازدواج آندروسویچ؛ ۱۹۷۹ – ۲۱ اکتبر ۲۰۲۱) فیلم‌بردار و روزنامه‌نگار اوکراینی بود. او در ساخت بیش از ۳۰ اثر سینما و تلویزیون فعالیت داشته‌است.
هالینا هاچینز در اکتبر سال ۲۰۲۱ در حین فیلمبرداری فیلم راست مورد اصابت گلوله قرار گرفت. در پی این واقعه مجروح شد و پس از مدتی درگذشت.